# Зурабов, Армен Арамович
Армен Арамович Зурабов (21 ноября 1929, Тифлис, ЗСФСР, СССР — 16 августа 2016) — советский и российский прозаик и сценарист, Член Союза писателей СССР (1961—91).

## Биография
Родился 21 ноября 1929 года в Тифлисе. В 1947 году поступил в Тбилисский государственный институт железнодорожного транспорта, который он окончил в 1952 году, вдобавок к этому в 1956 году поступил в Литературный институт имени А. М. Горького (заочное отделение), который окончил в 1961 году. С тех пор написал ряд произведений и сценариев.

## Фильмография

### Сценарист
- 1959 — Обвал
- 1976 — Рождение